# Peter Guinness
Peter Guinness (Whitstable, 14 agosto 1950) è un attore britannico.

## Biografia
È apparso in oltre cinquanta produzioni televisive e più di dieci film. È apparso anche sul palco in un adattamento di Il pianista.
È stato sposato con l'attrice e scrittrice Roberta Taylor, fino alla morte di lei avvenuta nel 2024.

## Filmografia parziale

### Cinema
- La fortezza (The Keep), regia di Michael Mann (1983)
- Cristoforo Colombo - La scoperta (Christopher Columbus: The Discovery), regia di John Glenn (1992)
- Alien³, regia di David Fincher (1992)
- Il Santo (The Saint), regia di Phillip Noyce (1997)
- Il mistero di Sleepy Hollow (Sleepy Hollow), regia di Tim Burton (1999)
- Centurion, regia di Neil Marshall (2010)
- King Arthur - Il potere della spada (King Arthur: Legend of the Sword), regia di Guy Ritchie (2017)
- Official Secrets - Segreto di stato (Official Secrets), regia di Gavin Hood (2019)
- Zack Snyder's Justice League, regia di Zack Snyder (2021)
- Erano ragazzi in barca (The Boys in the Boat), regia di George Clooney (2023)

### Televisione
- Tutti gli uomini di Smiley (Smiley's People) – serie TV, un episodio (1982)
- Metropolitan Police (The Bill) – serie TV, 10 episodi (1989-2007)
- Le avventure di Sherlock Holmes (The Adventures of Sherlock Holmes) – serie TV, un episodio (1991)
- Zorro – serie TV, un episodio (1992)
- Highlander (Highlander: The Series) – serie TV, un episodio (1993)
- Heartbeat – serie TV, un episodio (1993)
- Casualty – serie TV, 23 episodi (1994-1998)
- I racconti della cripta (Tales from the Crypt) – serie TV, un episodio (1996)
- Cadfael - I misteri dell'abbazia (Cadfael) – serie TV, un episodio (1997)
- Coronation Street – serie TV, 5 episodi (2000-2002)
- Lexx – serie TV, 2 episodi (2001)
- Terry Pratchett's Hogfather, regia di Vadim Jean – film TV (2006)
- Testimoni silenziosi (Silent Witness) – serie TV, 2 episodi (2008)
- Doctor Who – serie TV, un episodio (2009) – voce
- Ashes to Ashes – serie TV, un episodio (2010)
- Le inchieste dell'ispettore Zen (Zen) – serie TV, un episodio (2011)
- Merlin – serie TV, un episodio (2012)
- Jo – serie TV, episodio 1x03 (2013)
- La Bibbia (The Bibble) – serie TV, un episodio (2013)
- Da Vinci's Demons – serie TV, un episodio (2013)
- Strike Back – serie TV, un episodio (2013)
- La collina dei conigli (Watership Down) – serie TV, 4 episodi (2018) – voce
- Chernobyl – serie TV, un episodio (2019)
- Catch-22 – serie TV, un episodio (2019)
- Pennyworth – serie TV, 3 episodi (2019)
- Cursed – serie TV, 3 episodi (2020)
- The Girlfriend Experience – serie TV, 4 episodi (2021)
- Jack Ryan – serie TV, 8 episodi (2022)

## Doppiatori italiani
Nelle versioni in italiano delle opere in cui ha recitato, Peter Guinness è stato doppiato da:
- Ennio Coltorti in Jack Ryan, Erano ragazzi in barca
- Angelo Nicotra in Cristoforo Colombo - La scoperta
- Davide Marzi in Alien³
- Rodolfo Bianchi in Le inchieste dell'ispettore Zen
- Alessandro Rossi in Official Secrets - Segreto di stato
- Paolo Buglioni in Cursed
- Pierluigi Astore in Zack Snyder's Justice League[2]
- Paolo Scalondro in Red Eye